# 소데가우라시
소데가우라시(일본어: 袖ケ浦市)는 일본 지바현에 있는 시이다.

## 지리
지바현의 거의 중앙에 위치하며, 도쿄만과 가깝다. 1991년 4월 1일에 시가 설치되어 비교적 최근에 생긴 시이다.
내부 지역은 크게 세 부분으로 나뉜다.
- 연안부: 공업 지대가 펼쳐져 있다.
- 대지부: 택지화가 진행되어 있고 밭농사가 이루어진다.
- 평야부: 벼농사가 이루어지는 지역이다.

## 역사
- 1932년 - 7개 촌이 1개 정(쇼와정)과 5개 촌으로 합병되었다.
- 1955년 - 1정 5촌이 재편되어 기미쓰군 소데가우라정과 히리카와정으로 재편되었다.
- 1971년 - 2개 정이 합병해 기미쓰군 소데가우라정이 되었다.
- 1991년 4월 1일 - 시로 승격하였다.

## 교통

### 철도
- 동일본 여객철도
  - 우치보선
  - 구루리선

- 게이요 임해철도

### 도로
- 고속도로
  - 다테야마 자동차도
  - 도쿄만 아쿠아라인

- 국도
  - 국도 16호선
  - 국도 409호선
  - 국도 410호선

## 인구
| 연도 | 인구   | ±%     |
| ---- | ------ | ------ |
| 1950 | 25,222 | —      |
| 1960 | 24,992 | −0.9%  |
| 1970 | 25,500 | +2.0%  |
| 1980 | 38,837 | +52.3% |
| 1990 | 52,818 | +36.0% |
| 2000 | 58,593 | +10.9% |
| 2010 | 60,357 | +3.0%  |